# François-Xavier Nève de Mévergnies
François-Xavier Nève de Mévergnies, né le 7 décembre 1946 à Liège et mort le 14 avril 2022 à Verviers, est un linguiste, professeur d'université, écrivain et traducteur belge. Également connu sous le nom de plume Oliver Cair-Hélion.

## Biographie

### Jeunesse et formation
François-Xavier Nève de Mévergnies naît le 7 décembre 1946 à Liège,. Il grandit entre Stavelot et Liège où il accomplit ses humanités. Il entame des études universitaires à l'Université de Namur et il obtient une licence en philologie romane de l'Université de Liège. Il séjourne pendant un an en Grande-Bretagne comme boursier. Ensuite, il part étudier à l'Université de l'Alberta au Canada où il obtient un doctorat en linguistique romane à l'issue de quatre ans d'études.

### Début de carrière
Il est engagé comme professeur d'anglais à Constantinople en Algérie. De 1975 à 1977, il va travailler aux côtés de Jean-Jacques Schellens aux Éditions Elsevier-Séquoia, où il écrit des ouvrages documentaires sur les oiseaux, les avions et la culture générale.

### En rapport à la bande dessinée (1985-2005)
Ayant préalablement fait la connaissance d'un metteur en page des Éditions du Lombard, il reprend contact avec cette maison d'édition en 1985 et fait son entrée dans le Journal Tintin avec la rubrique Qu'en dit la science ? sous le pseudonyme Olivier Cair-Hélion, illustrée par Jean Torton. Il propose Fresque biblique pour laquelle il écrit les dix tomes qui sont illustrés par le même dessinateur et publiés de 1986 à 1990. Cette série connaît trois traductions en polonais, portugais et hébreu. Dans les années 1980, il collabore aux côtés de Roland Francart aux éditions Coccinelle et au CRIABD, dont il est cofondateur avec Madame Gillain, la veuve de Jijé, en 1985. Dans cette structure, il occupe la fonction de président.

### Mort
Il meurt des suites d'une longue maladie, le 14 avril 2022 à Verviers, à l'âge de 75 ans.

### Vie privée
Il était marié et père de quatre filles.

## Publications

### Ouvrages

#### Ouvrages portant sur la linguistique
- François-Xavier Nève et Claude Hustinx, La Langue des signes dans la formation et l'intégration de la personne sourde, Bruxelles, Promotion du langage gestuel pour sourds, 1985, 142 p., ill. ; 22 cmactes du colloque de Liège au Sart-Tilman, le 27 avril 1985
- François-Xavier Nève et André Martinet, Essai de grammaire de la langue des signes française, Genève, Librairie Droz, 1996, 472 p., ill. ; 25 cm (ISBN 2-87019-271-1).
- Minidico de linguistique et des langues (préf. Jeanne Martinet), Liège, Éditions du Céfal, coll. « Minidico » (no 1), 2003, 124 p., 22 cm (ISBN 2-87130-146-8).
- François-Xavier Nève, Philippe Munot et Pierre Toussaint (préf. Henriette Walter), Une introduction à la phonétique : manuel à l'intention des linguistes, orthophonistes et logopèdes, Liège, Les Éditions de la Province de Liège, coll. « Hautes écoles » (no 3), 2016 (1re éd. 2002), 212 p., ill. ; 25 cm (ISBN 978-2-39010-067-6).
- François-Xavier Nève (préf. Henriette Walter), Alfonic : écrire sans panique : le français sans orthographe, Liège, Now Future, 2019, 222 p., ill. ; 24 cm (ISBN 978-2-930940-25-0).

#### Beaux-livres sur le patrimoine liégeois
- François-Xavier Nève (photogr. Vincent Botta), Liège au fil de Meuse, Liège, Éditions du Perron, 2001, 147 p., ill. ; 20 cm (ISBN 2-87114-185-1).
- François-Xavier Nève (préf. Willy Demeyer, photogr. Vincent Botta), Joyeuse et frondeuse Outremeuse de Liège, Liège, Éditions du Perron, 2005, 130 p., ill. ; 25 cm (ISBN 2-87114-211-4).
- François-Xavier Nève (photogr. Vincent Botta), Liège : belle et rebelle, Liège, Éditions du Perron, 2010, 153 p., ill. ; 25 cm (ISBN 978-2-87114-238-6).
- François-Xavier Nève (photogr. Vincent Botta), Liège insolite et séduisante[5], Liège, Éditions du Perron, 2020, 155 p., ill. ; 24 cm (ISBN 978-2871142621).

#### Ouvrages sur le christianisme
- François-Xavier Nève, Confiance dans l'azur : essai sur la convergence des découvertes scientifiques et de la Bonne Nouvelle depuis 2000 ans, Wavre ; Paris, Mols ; Parole et Silence, 2006, 301 p., 21 cm (ISBN 2-87402-073-7 et 2-84573-350-X).
- François-Xavier Nève (préf. Lily Portugaels), Chrétiens crétins ? : "Comment croire les fariboles de ces gens-là ?", Wavre, Mols, 2016, 377 p., 21 cm (ISBN 978-2-87402-199-2).
- François-Xavier Nève (préf. Jacques Rifflet), Dictionnaire passionné des racines chrétiennes de l'Europe : Pour comprendre notre patrimoine, Mols, 2020, epub (ISBN 978-2-87402-258-6).

#### Essais
- François-Xavier Nève (préf. Dirk Frimout, ill. Henri Defresne ; François Walthéry ; Johan De Moor), 175 ans au service de tous : histoire des services publics en Belgique, Liège, Éditions de l'Université de Liège, 2005, 95 p., ill. ; 23 cm ; PDF (ISBN 2-87456-009-X, lire en ligne).

#### Sous le nom d'Olivier Cair-Hélion
- Olivier Cair-Hélion, Les Nourritures de la Bible : allégories et symboles, Aix-en-Provence, Éditions du Gerfaut, avril 2007, 216 p., 26 cm (ISBN 9782351910832).
- Olivier Cair-Hélion, Les Femmes de la Bible héroïnes vives, mythiques, allégoriques, Aix-en-Provence, Éditions du Gerfaut, 2009, 159 p., 26 cm (ISBN 9782351910405).
- Olivier Cair-Hélion, Les Animaux de la Bible : allégories et symboles, Aix-en-Provence, Éditions du Gerfaut, novembre 2011, 168 p., 26 cm (ISBN 9782351910825).

#### Ouvrages en relation avec la bande dessinée
- À La recherche de Toutânkhamon, par Olivier Cair-Hélion, Francis Youssef, photographies de Philippe Biermé, dessins de René Follet, Dargaud, 1988  (ISBN 9782870970126).
- Chez Edgar P. Jacobs, dans l'intimité du père de Blake et Mortimer, par François-Xavier Nève, en collaboration avec Philippe Biermé, Éditions du Céfal, 2004  (ISBN 2-87130-191-3).

#### Albums de bande dessinée
- 12HS. Les 3 Formules du Professeur Satô - Tome 2 - Dossier Mortimer contre Mortimer, Éditions Blake et Mortimer, Bruxelles, avril 2004
Scénario, dessin et couleurs : Edgar P. Jacobs -  (ISBN 2-87097-022-6) — Analyse de l'œuvre.

#### Ouvrages illustrés par Jean Torton
- La Fresque biblique[6] (textes de Claude Lambert et Olivier Cair-Hélion, Éditions du Lombard)
  1. Au commencement (1986)
  2. Au temps des pharaons (1986)
  3. En Terre promise (1987)
  4. Les Siècles de fer (1987)
  5. David et Salomon (1987)
  6. La Colère des prophètes (1987)
  7. Sous l’empire de Babylone, 1988  (ISBN 2803606720)
  8. Les Colosses aux pieds d’argile (1988)
  9. Jésus le fils de l’homme (1989)
  10. La Fin des temps (1990).

#### Littérature d'enfance et de jeunesse
- François-Xavier Nève (ill. Isabelle Charly), Le Gros Monsieur de mauvaise humeur, Bruxelles, Alice Éditions, coll. « Histoires comme ça » (no 11), 2003, 32 p., 21 cm (ISBN 2-930182-88-1).

#### Comme traducteur
- Jack London (trad. London), Construire un feu, Bruxelles, Alice Jeunesse, coll. « Les romans » (no 3), 2006, 75 p., 21 cm (ISBN 2-87426-038-X)réédition 2016  (ISBN 978-2-87426-301-9).

## Prix et distinctions
- prix François Sommer 2006 de littérature de chasse et de nature (France) pour son livre Les Animaux de la Bible[7].

#### Livres
- Jacques Fiérain, « Nève, François-Xavier », dans La BD dans les provinces de Liège, Namur et Luxembourg, Charleroi, Éd. l'Âge d'or, 2004, 112 p., ill. ; 31 cm (ISBN 9782960019698, OCLC 470388297, présentation en ligne), p. 78.

#### Périodiques
- Henriette Walter, « In memoriam François-Xavier Nève (1946-2022) », La Linguistique, vol. 58, no 2,‎ 3 novembre 2022, p. 213-214 (DOI 10.3917/ling.582.0213).

#### Articles
- Frédéric Rein, « L'âne et le bœuf de la crèche de Noël doivent tout à saint François », Le Matin,‎ 26 décembre 2011 (lire en ligne , consulté le 27 février 2025).
- Françoise Peiffer, « "Moi, j'aurais l'accent verviétois? Oufti, nôô" », Sudinfo,‎ 20 février 2012 (lire en ligne, consulté le 27 février 2025).
- Michel Grétry, « François-Xavier Nève, éminent linguiste et théoricien de la langue des signes, s’est éteint », RTBF,‎ 15 avril 2022 (lire en ligne, consulté le 27 janvier 2025).
- (en) « Obituary: François-Xavier Nève de Mévergnies (1946-2022) », sur europeanmuseumacademy.eu, 26 juin 2022 (consulté le 27 janvier 2025).

### Émissions de télévision
- Liège, insolite et séduisante sur Qu4tre Liège Média, présentation : Françoise Bonivert (3 min 17 s), 6 juin 2020.